# Farranfore (stacja kolejowa)
Farranfore (ang: Farranfore railway station) – stacja kolejowa w miejscowości Farranfore, w hrabstwie Kerry, w Irlandii. Znajduje się na Mallow – Tralee. Jest to jedyna stacja kolejowa w Irlandii, która połączona jest z lotniskiem – port lotniczy Kerry znajduje się 1,3 km na północ od stacji.
Stacja jest zarządzana i obsługiwana przez Iarnród Éireann.

## Historia
Została otwarta w 1859 roku. 
Farranfore był dawniej punktem węzłowym linii do Valentia Harbour - niegdyś najbardziej wysuniętej na zachód stacji w Irlandii. Linia ta została zamknięta w 1960 roku.

## Linie kolejowe
- Mallow – Tralee